# Ilaria Alpi
Ilaria Alpi (Roma, 24 maggio 1961 – Mogadiscio, 20 marzo 1994) è stata una giornalista e fotoreporter italiana, assassinata a Mogadiscio, dove lavorava come inviata per il TG3, insieme al suo cineoperatore Miran Hrovatin.

## Biografia
Figlia di Giorgio Alpi (1924-2010) e Luciana Riccardi Alpi (1933-2018), si diplomò al Liceo Tito Lucrezio Caro di Roma. Conseguì la laurea in lingue e letteratura araba  presso l’Istituto di Lingue orientali dell’Università La Sapienza di Roma, acquisendo una conoscenza perfetta dell'arabo. Grazie anche all'ottima conoscenza delle lingue (arabo, francese e inglese) ottenne le prime collaborazioni giornalistiche dal Cairo per conto di Paese Sera e de l'Unità. Successivamente vinse una borsa di studio per essere assunta alla Rai.
Fu uccisa a Mogadiscio, insieme all'operatore Miran Hrovatin, il 20 marzo 1994, in circostanze mai chiarite.
Il suo corpo è sepolto nel cimitero Flaminio di Roma.
La madre intraprese, fin dal primo processo, una battaglia per cercare la verità e far cadere ogni sorta di depistaggio sull'omicidio della giornalista e del cameraman.

## L'omicidio Alpi-Hrovatin

### L'inchiesta sul traffico di rifiuti in Somalia e la morte

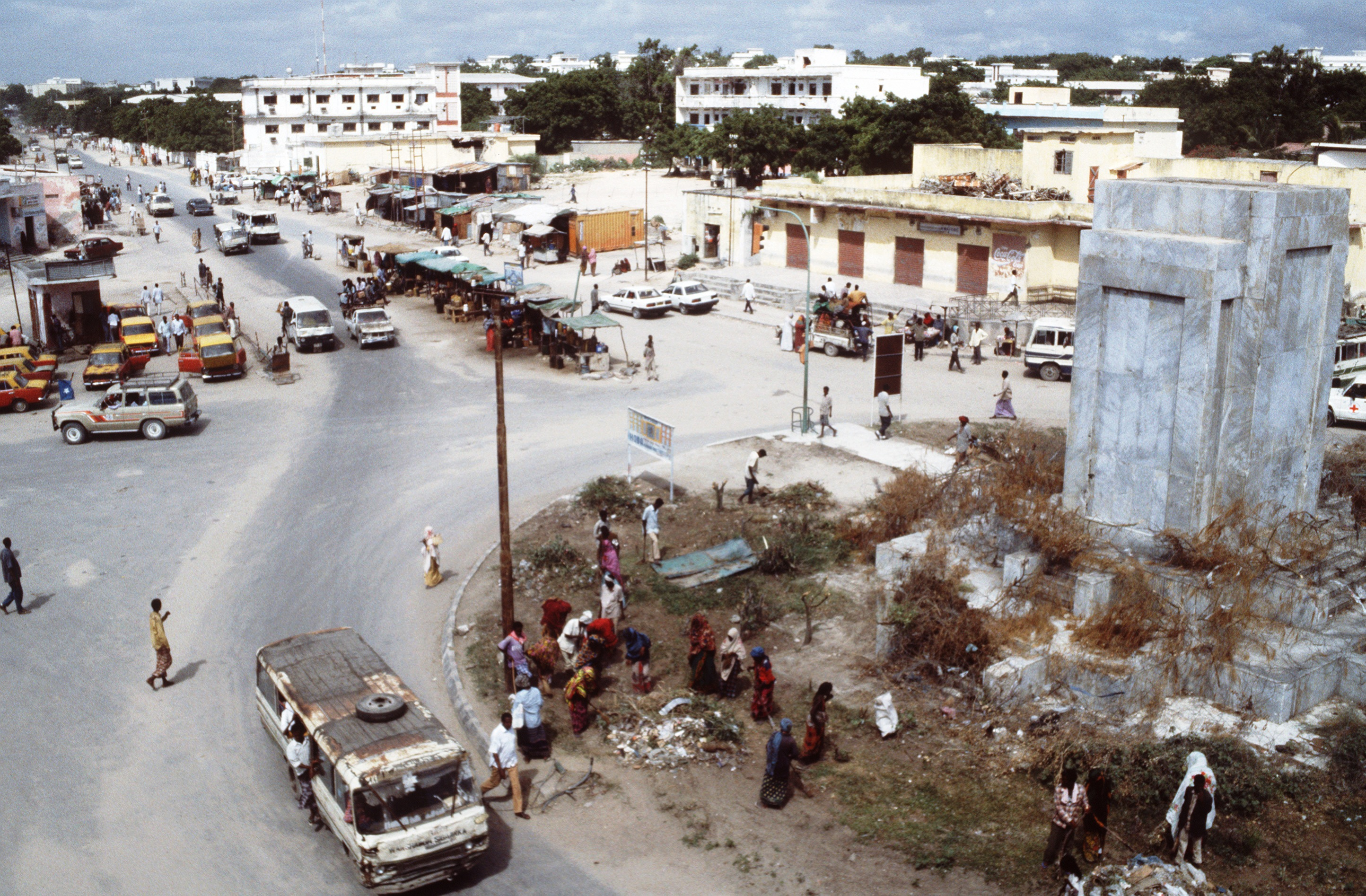
Il famigerato km 4: a destra, il cinema Equatore; a sinistra vi era il Sahafi hotel

Ilaria Alpi giunse per la prima volta in Somalia nel dicembre 1992 per seguire, come inviata del TG3, la missione di pace Restore Hope, coordinata e promossa dalle Nazioni Unite per porre fine alla guerra civile scoppiata nel 1991, dopo la caduta di Siad Barre. Alla missione prese parte anche l'Italia, superando in tal modo le riserve dell'inviato speciale per la Somalia, Robert B. Oakley, legate agli ambigui rapporti che il governo italiano aveva intrattenuto con Barre nel corso degli anni ottanta.
Le inchieste della giornalista si sarebbero poi soffermate su un possibile traffico di armi e di rifiuti tossici che avrebbero visto, tra l'altro, la complicità dei servizi segreti italiani e di alte istituzioni italiane: Alpi avrebbe infatti scoperto un traffico internazionale di rifiuti tossici prodotti nei paesi industrializzati e dislocati in alcuni paesi africani in cambio di tangenti e di armi scambiate con i gruppi politici locali. Nel novembre precedente all'assassinio della giornalista, era stato ucciso, sempre in Somalia e in circostanze misteriose, il sottufficiale del SISMI Vincenzo Li Causi, informatore della stessa Alpi sul traffico illecito di scorie tossiche nel paese africano.
Alpi e Hrovatin furono uccisi in prossimità dell'ambasciata italiana a Mogadiscio, a pochi metri dall'hotel Hamana, nel quartiere Shibis; in particolare, in corrispondenza dell'incrocio tra via Alto Giuba e corso Somalia (nota anche come strada Jamhuriyada, corso Repubblica). La giornalista e il suo operatore erano di ritorno da Bosaso, città del nord della Somalia: qui Ilaria Alpi aveva avuto modo di intervistare il cosiddetto sultano di Bosaso, Abdullahi Moussa Bogor, che riferì di stretti rapporti intrattenuti da alcuni funzionari italiani con il governo di Siad Barre, verso la fine degli anni ottanta e successivamente, negli ultimi cinque minuti finali del colloquio, su domanda esplicita della Alpi, parlò della società di pesca italosomala Shifco, azienda alla quale lo stato italiano aveva donato dei pescherecci che furono usati molto probabilmente anche per il trasporto dei rifiuti. L'intervista durò probabilmente 2 ore ma arrivarono in redazione RAI poco meno di 15 minuti.
La giornalista salì poi a bordo di alcuni pescherecci, ormeggiati presso la banchina del porto di Bosaso, sospettati di essere al centro di traffici illeciti di rifiuti e di armi: si trattava di navi che inizialmente facevano capo ad una società di diritto pubblico somalo e che, dopo la caduta di Barre, erano illegittimamente divenute di proprietà personale di un imprenditore italo-somalo. Tornati a Mogadiscio, Alpi e Hrovatin non trovarono il loro autista personale, mentre si presentò Ali Abdi, che li accompagnò all'hotel Sahafi, vicino all'aeroporto, e poi all'hotel Hamana, nelle vicinanze del quale avvenne il duplice delitto. A bordo del mezzo si trovava altresì Nur Aden, con funzioni di scorta armata.
Sulla scena del crimine arrivarono subito l'imprenditore italiano Giancarlo Marocchino e gli unici giornalisti italiani presenti a Mogadiscio: Giovanni Porzio e Gabriella Simoni. Una troupe americana (un libero professionista che lavorava per un network americano) arrivò mentre i colleghi italiani spostavano i corpi dall'auto in cui erano stati uccisi, successivamente portati al Porto vecchio. Una troupe della Televisione svizzera di lingua italiana si trovava invece all'Hotel Sahafi (dall'altra parte della linea verde) e filmò su richiesta di Gabriella Simoni - perché ci fosse un documento video - le stanze di Miran e Ilaria e gli oggetti che vennero raccolti.

### Le indagini
Il duplice omicidio determinò l'apertura di due distinti procedimenti penali a carico di ignoti: l'uno, presso la procura di Roma, per la morte di Alpi (p.p. 2822/94 RGNR mod. 44); l'altro, presso la procura di Trieste, per la morte di Hrovatin (p.p. 110/1994 RGNR mod. 44). Titolari delle indagini erano, rispettivamente, i sostituti procuratori Andrea De Gasperis e Filippo Gulotta; in seguito, il 22 marzo 1996, il procuratore capo di Roma Michele Coiro affiancò a De Gasperis il sostituto Giuseppe Pititto, senza tuttavia procedere ad una revoca formale delle indagini nei confronti di De Gasperis.
Pititto dette alle indagini un impulso significativo: dispose l'autopsia sul corpo di Alpi, laddove, in precedenza, erano stati effettuati soltanto rilievi necroscopici esterni; richiese una nuova consulenza tecnica balistica, a seguito della quale fu accertato che i colpi furono inferti alla giornalista a una distanza ravvicinata, alla stregua di un'esecuzione, mentre la prima consulenza, effettuata nel maggio 1994, aveva accreditato l'ipotesi che i colpi fossero stati sparati da lontano; soprattutto, il 12 giugno 1997 convocò a Roma, quali persone informate sui fatti, Mohamed Nur Aden, la guardia del corpo della giornalista, e Sidi Ali Abdi, che aveva accompagnato i due cronisti dall'aeroporto di Mogadiscio fino all'hotel Hamana, in prossimità del quale era avvenuto il duplice omicidio (sia Nur Aden che Ali Abdi erano stati rintracciati dalla Digos di Udine).
Il 16 giugno 1997, tuttavia, il nuovo procuratore capo di Roma, Salvatore Vecchione, revocò la titolarità delle indagini a Pititto per assegnarla a Franco Ionta. La motivazione addotta in proposito fu che Pititto avrebbe assunto la gestione del procedimento senza informare il contitolare delle indagini, De Gasperis, di fatto estromettendolo; segnatamente, Vecchione asserì di avergli revocato il procedimento «dopo aver constatato l'esistenza di disparità di vedute sulle modalità di conduzione dell'indagine». Nondimeno, come fu accertato nell'ambito di una successiva ispezione disposta dal ministero di grazia e giustizia, quando, nel marzo 1996, il precedente procuratore Coiro decise di affiancare Pititto a De Gasperis, questi, come da lui stesso espressamente dichiarato, rimise il procedimento al procuratore, considerandolo «come se fosse stato assegnato in via esclusiva al dottor Pititto». La relazione ministeriale del 14 maggio 1998 giunse alla conclusione che Pititto, ritenendo a ragione di essere l'unico designato alla conduzione del procedimento, aveva omesso ogni coordinamento legittimamente. La motivazione addotta dal procuratore per revocare le indagini apparse così discutibile:
(Dott. Giuseppe Pititto, intervista a Famiglia Cristiana, 23 aprile 2000)
In tal modo, Pititto non poté sentire i due potenziali testimoni chiave della vicenda: all'assunzione di informazioni procedette così, il 17 luglio 1997, il nuovo titolare dell'inchiesta, inopinatamente chiamato a prendere cognizione della consistente mole investigativa e a valutare i diversi elementi di prova sino ad allora raccolti in appena un mese dall'assegnazione del fascicolo. Assunto a informazioni, Ali Abdi dichiarò che Alpi gli aveva riferito di dover andare insieme a Hrovatin all'hotel Hamana per incontrare il giornalista Remigio Benni, in realtà già partito da due giorni alla volta di Nairobi, precisando che, una volta giunti a destinazione, solo Alpi sarebbe scesa dalla vettura; l'altra persona escussa, Nur Aden, dichiarò invece che entrambi i cronisti erano entrati nell'hotel.
Il 6 giugno 1997, intanto, Panorama aveva dato conto, in un ampio reportage, di numerose violenze asseritamente commesse dalle truppe italiane in Somalia nell'ambito della missione Ibis (UNOSOM I e II), pubblicando alcune foto; inoltre, era stato diffuso un memoriale (memoriale Aloi), in cui l'estensore, un maresciallo all'epoca in servizio presso il reggimento Tuscania, aveva denunciato una serie di presunte violenze messe in atto dal contigente italiano ai danni di civili somali, adombrando un possibile collegamento tra la morte della giornalista Alpi e certi comportamenti dei militari italiani. Al fine di accertare la perpetrazione di eventuali abusi nei confronti della popolazione, il 16 giugno fu nominata un'apposita commissione governativa d'inchiesta (presieduta da Ettore Gallo e composta da Tina Anselmi, Tullia Zevi, i generali Antonino Tambuzzo e Cesare Vitale). Di lì a poco, d'altra parte, emerse la mendacità delle affermazioni rilasciate nel corso dell'intervista a Panorama da uno degli accusatori, mentre la stessa commissione Gallo, al termine dei lavori, escluse che il contingente italiano si fosse reso responsabile, nel suo complesso, di atti di violenza contro i civili (al contrario di quanto fu accertato per il contingente canadese, nell'ambito del cosiddetto Somalia affair, e per quello belga).
Nel corso del 1997, un giornalista, Giovanni Maria Bellu, portò alla luce una singolare circostanza. Dal momento che due componenti del commando erano rimasti feriti, Bellu, recatosi nella capitale somala, chiese ad un amministratore dell'ospedale Keysaney, unico presidio di Mogadiscio in grado di affrontare emergenze di una certa rilevanza, di poter visionare i registri delle persone che si erano presentate presso detto ospedale. A tal fine, Bellu fornì come pretesto la vicenda delle presunte violenze commesse dai militari italiani ai danni della popolazione civile e richiese i registri relativi a date disparate, tra le quali inserì però la data dell'agguato; ebbene, nel registro relativo al 20 marzo 1994, giorno dell'agguato, figuravano solo due feriti d'arma da fuoco e il nome di entrambi i pazienti era stato cancellato con il bianchetto e poi riscritto sopra.
Nei primi mesi del 1997, intanto, in un'intervista rilasciata a Isabel Pisano e Serena Purarelli per Format, Osman Omar Weile (detto Gasgas), colonnello della polizia di Mogadiscio nord, sostenne di avere i nominativi degli esecutori materiali dell'agguato: egli, infatti, era intervenuto sul luogo del delitto il giorno del tragico evento e aveva provveduto ad ascoltare alcune persone presenti sul posto per tentare di ricostruire la dinamica dell'agguato, incaricando poi il suo vice, Ali Jiro Shermarke, di redigere una dettagliata relazione. Il capo della polizia di Mogadiscio nord era, all'epoca dei fatti, il generale Ahmed Jilao Addo.
Nel frattempo, attraverso l'attività svolta dall'ambasciatore italiano in Somalia, Giuseppe Cassini, venne rintracciato un possibile testimone oculare, Ahmed Ali Rage, detto Gelle, il quale asseriva di essersi trovato sul luogo dell'agguato al momento del duplice omicidio e alla cui individuazione si giunse mediante i buoni uffici di due cittadini somali, Ahmed Mohamed Mohamud (detto Washington), a sua volta coadiuvato da Abdisalam Ahmed Hassan (detto Shino), e di Mohamed Nur Mohamud (detto Garibaldi). Gelle fu così accompagnato a Roma in veste di persona informata sui fatti: assunto a sommarie informazioni dalla Digos di Roma il 10 ottobre 1997 e nuovamente escusso da Ionta il giorno successivo, accusò dell'omicidio Alpi-Hrovatin un suo connazionale, tale Hashi detto "Faudo", riconoscendolo come uno degli autori materiali del duplice omicidio e precisando di aver assistito personalmente alla sparatoria mentre si trovava davanti all'hotel Hamana. Il 23 dicembre 1997 la Digos di Udine riuscì a identificare la persona indicata da Gelle, sennonché, il giorno stesso, Gelle divenne irreperibile.
Successivamente, l'11 gennaio 1998, Cassini condusse a Roma undici cittadini somali per essere sentiti dalla commissione Gallo: alcuni in qualità di vittime delle violenze asseritamente commesse nei loro riguardi dai militari italiani; altre perché comunque ritenute persone informate sui fatti. A tal fine, l'ambasciatore si era rivolto ad Ali Mahdi e al figlio del generale Aidid, Hussein Farrah Aidid, i quali, a loro volta, avevano affidato l'incarico di redigere una lista delle possibili vittime ad un gruppo di anziani, la Società degli Intellettuali Somali. Tra le persone accompagnate in Italia vi erano l'autista di Ilaria Alpi, Ali Abdi, e la persona accusata dallo stesso Gelle quale autore del duplice omicidio, Hashi Omar Hassan: a suo dire, infatti, alcuni militari italiani lo avrebbero legato e gettato in mare presso il porto vecchio di Mogadiscio insieme ad altre venti persone che, in tale occasione, avrebbero perso la vita.
Il 12 gennaio 1998 fu di nuovo assunto a sommarie informazioni l'autista di Alpi, giunto a Roma appena il giorno precedente. Mentre nella precedente escussione, effettuata il 17 luglio 1997 da parte di Ionta (a seguito della convocazione disposta da Pititto), Ali Abdi non aveva rilasciato alcuna dichiarazione eteroaccusatoria in merito al duplice omicidio, dinanzi agli inquirenti della Digos egli fornì una diversa versione dei fatti: in particolare, nella serata del 12 gennaio, ripresa l'escussione precedentemente interrotta, Ali Abdi dichiarò di riconoscere in Hashi uno degli uomini presenti all'interno della Land Rover con a bordo i sette componenti del commando, armati di fucili mitragliatori FAL. Tale dichiarazione fu confermata nella successiva assunzione a sommarie informazioni del 20 gennaio 1998.
Il 13 gennaio Hassan fu così sottoposto a fermo (p.p. 24/1998 RGNR mod. 21); due giorni dopo veniva disposta la custodia cautelare in carcere, con ordinanza confermata dal tribunale del riesame il 7 febbraio. Parallelamente, si apriva un nuovo fascicolo contro ignoti (p.p. 6403/1998 RGNR mod. 44).
Il 15 luglio 1998 furono assunti a sommarie informazioni altri tre cittadini somali: Adar Ahmed Omar, una donna che gestiva una bancarella del the davanti all'hotel Hamana; Hussein Alasow Mohamoud (detto Bahal), seduto davanti al medesimo albergo; Abdi Mohamed Omar (detto Jalla), il quale si era intrattenuto nelle vicinanze dell'albergo. Costoro non rilasciarono alcuna dichiarazione accusatoria nei confronti di Hassan ed erano giunti in Italia a seguito delle indagini svolte dalla Digos di Udine sulla base delle informazioni assunte da due somali: Mohamed Moamud Mohamed (detto Gargallo), la cui identità non era stata rivelata dalla Digos per motivi di sicurezza (fu poi avventatamente resa pubblica nel corso dei lavori della commissione presieduta da Taormina); Umar Hajimunye Diini (detto Omar Dini), giornalista.

### Il processo

#### Il processo di primo grado
Il 18 luglio 1998, Ionta formulò la richiesta di rinvio a giudizio a carico di Hassan, accusato di concorso in omicidio volontario aggravato; il 21 settembre giudice dell'udienza preliminare Alberto Macchia ne dispose il rinvio a giudizio. 

Il somalo Hashi Omar Hassan, accusato degli omicidi Alpi e Hrovatin, davanti al tribunale di Roma nel 1998: condannato nel 2000 a 26 anni di reclusione, il suo processo venne rivisto nel 2015 portando l'anno seguente alla sua assoluzione.

La prima udienza dibattimentale si tenne il 18 gennaio 1999 presso la Corte d'Assise di Roma; il collegio era presieduto da Gianvittore Fabbri. Nel corso del processo, alcuni dei testimoni auditi lasciarono intravedere particolari inquietanti intorno ai possibili legami tra l'assassinio della giornalista e i presunti traffici illeciti di armi e di rifiuti tossici che sarebbero intercorsi tra Italia e Somalia. Il 10 maggio, il presidente del Comitato parlamentare per i servizi di informazione e sicurezza e per il segreto di Stato, Franco Frattini, intervenendo ad una trasmissione televisiva, rilevò come la questione dei traffici illeciti come possibile movente del duplice omicidio fosse "un elemento importante che sta emergendo".
Nel frattempo, tuttavia, poiché Gelle si era reso irreperibile, nel processo poterono essere utilizzate le dichiarazioni che egli aveva rilasciato nel corso delle indagini preliminari senza procedere all'esame testimoniale: sul presupposto che tali dichiarazioni fossero divenute irripetibili, infatti, esse fecero ingresso nel fascicolo del dibattimento (ex art. 431, co.1, lett. b) e c) c.p.p.). In tal modo, il principale accusatore di Hassan si sottrasse alla cross examination e le sue dichiarazioni poterono essere utilizzate dal giudice in difetto di qualsiasi contraddittorio con l'accusato, sebbene egli fosse sotto la costante vigilanza degli organi di polizia. Quanto ad Ali Abdi, dopo la deposizione fece ritorno in Somalia e morì alcuni giorni dopo.
La difesa, da parte sua, chiamò a testimoniare due cittadini somali, i quali asserirono che il giorno dell'agguato l'imputato si trovava presso Haji Ali, a duecento chilometri da Mogadiscio, per visitare un familiare gravemente malato.
La perizia della Polizia Scientifica, nel ricostruire la dinamica dell'azione criminale, stabilì che i colpi sparati dai Kalašnikov erano indirizzati alle vittime, poiché sparati a bruciapelo, a distanza ravvicinata; secondo una successiva perizia balistica, invece, i colpi sarebbero stati sparati da lontano, senza che l'omicida potesse avere consapevolezza dell'identità delle vittime.
Il 20 luglio 1999 Hassan fu assolto per non aver commesso il fatto: secondo il collegio, Hassan sarebbe stato offerto alla giustizia italiana dal presidente somalo Ali Mahdi "come capro espiatorio" per riallacciare i rapporti tra Italia e Somalia. Scrivono i giudici nella motivazione:
(Pagg. 78-79, 82-85 motivazione)
Hassan, tuttavia, non viene immediatamente scarcerato poiché, nel frattempo, si era aperto a suo carico un processo per violenza carnale, reato asseritamente commesso a danno di una sua connazionale in Somalia. Da tale capo d'accusa sarà assolto il 26 luglio 1999.

#### Il processo d'appello
Il processo d'appello per il duplice omicidio ebbe inizio il 24 ottobre 2000, presso la Corte d'assise d'appello di Roma; il collegio era presieduto da Francesco Plotino. Il secondo grado di giudizio ribaltò le conclusioni del collegio di prime cure: secondo i giudici dell'impugnazione, infatti, sia Gelle che Ali Abdi "sono da considerare attendibili ed entrambi hanno visto l'imputato a bordo della Land Rover prima della sparatoria"; Hassan, ritenuto responsabile del duplice omicidio volontario, con l'aggravante della premeditazione, fu condannato all'ergastolo. Venne inoltre disposta la misura della custodia cautelare in carcere, motivata sulla base del pericolo di fuga.

#### La Cassazione e il processo d'appello bis
La sentenza fu confermata dalla Corte di cassazione, salvo nella parte in cui riconosceva l'aggravante della premeditazione; la Cassazione disponeva dunque il rinvio al giudice di merito per la nuova commisurazione della pena.
Il processo d'appello bis si aprì il 10 maggio 2002 davanti alla corte d'Assise d'Appello di Roma, presieduta da Enzo Rivellese: il collegio concluse per la pena di 26 anni di reclusione, senza la premeditazione e riconoscendo le attenuanti generiche come equivalenti all'aggravante del numero dei partecipanti all'agguato (essendo 7 i componenti dell'agguato).

#### La revisione del processo
Il 19 ottobre del 2016 la svolta. Secondo il sostituto procuratore generale analizzando le prove emerse nei confronti di Omar Hassan "ne deriva un quadro bianco senza immagini, senza niente". "E quindi - ha detto Razzi - la mia conclusione non può che essere una richiesta di assoluzione per non aver commesso il fatto". Il magistrato ha parlato di "inattendibilità" del teste Gelle. "Non esiste" ha sottolineato. Ashi Omar Hassan viene assolto dopo aver scontato 17 dei 26 anni che avrebbe dovuto scontare secondo la pena inflittagli. Il 3 luglio 2017, la procura di Roma chiede di archiviare l'inchiesta in quanto risulta impossibile accertare l'identità dei killer e il movente del duplice omicidio.

### I lavori della Commissione parlamentare d'inchiesta
Il 23 febbraio 2006 un'apposita Commissione parlamentare d'inchiesta, dopo due anni, concluse i suoi lavori con tre relazioni contrapposte, una approvata a maggioranza e due di minoranza. Durante le audizioni vennero sentiti numerosi testi a vario titolo coinvolti o a conoscenza delle dinamiche e dei fatti. Tra essi Mario Scialoja, ex ambasciatore italiano, che escluse o ritenne minima la possibilità di matrice fondamentalista islamica, e vari appartenenti ai servizi informativi SISMI e SISDE che invece contemplarono una forte possibilità di questa matrice. La commissione, tuttavia, non avrebbe condotto i necessari approfondimenti per escludere che l'omicidio potesse essere stato commesso per le informazioni raccolte da Alpi sui traffici di armi e di rifiuti tossici.
La commissione, sempre nella relazione di maggioranza, cercò di riscontrare l'ipotesi che l'omicidio fosse avvenuto "nell'ambito di un tentativo di rapina o di sequestro di persona conclusosi solo fortuitamente con la morte delle vittime, e questa tesi veniva accreditata anche in base ad un rapporto riservato di UNOSOM del 3 aprile 1994, da cui citava "è probabile che i banditi intendessero non appropriarsi del veicolo, ma rapinare due cittadini occidentali...". Contestualmente veniva citato come fonte il somalo Ahmed Ali Rage, detto "Gelle", che accusava un altro somalo, Hashi Omar Hassan, di avergli raccontato che l'intenzione iniziale fosse di rapire i due giornalisti e che la situazione fosse poi degenerata nella sparatoria; Hassan venne arrestato anche sulla base di queste dichiarazioni quando arrivò in Italia per testimoniare ad un altro processo, quello sulle presunte violenze a carico di soldati del contingente italiano appartenenti alla brigata paracadutisti "Folgore".
Altro movente che venne preso in considerazione fu il rancore verso gli italiani a causa di un arresto subito dallo stesso Hassan da parte proprio di un contingente della Folgore intervenuto a separare una rissa, durante il cui intervento Hassan colpì un ufficiale italiano. Ancora ad avvalorare questa ipotesi, nella relazione lunga 687 pagine, Valentino Casamenti dichiara che "i banditi liberati (dopo l'arresto da parte italiana) versavano in gravi condizioni economiche. Dovevano ripagare i loro avvocati ed avevano comunque urgente bisogno di soldi. Avevano deciso allora di sequestrare degli italiani per vendicarsi del trattamento subito dalla Folgore...", anche se la giornalista Giuliana Sgrena, amica di Alpi ed arrivata a Mogadiscio subito dopo l'uccisione, nella sua audizione il 20 luglio 2005 dichiarò che "si è detto che potesse essere un sequestro, ma allora sembrava abbastanza inverosimile. La stessa Sgrena fu ascoltata in merito all'ipotesi di una "ritorsione di natura economica, ovvero vendetta anti italiana o anti occidentale" insieme al giornalista di Repubblica Vladimiro Odinzoff, che intervistò un suo contatto somalo, un morian che aveva a suo dire partecipato alla battaglia del Pastificio e che raccontò di una banda di quindici criminali somali arrestati da un gruppo misto del Col Moschin e della polizia somala, brutalmente picchiati all'arresto e dalla polizia somala anche in carcere tanto che uno avrebbe perso l'uso delle gambe, da cui la ragione della vendetta; questa fonte, sebbene ritenuta credibile da Odinzoff e dalla Sgrena, tanto che il primo ne ricavò un articolo pubblicato su La Repubblica il 5 aprile 1994 con titolo "Ilaria e Miran uccisi dalla malavita somala", sebbene nessun riscontro fosse stato trovato a supporto.
Nell'opposizione parlamentare ci si soffermò, invece, su alcune anomalie del modo di procedere della Commissione d'inchiesta, che potrebbero averne falsato le risultanze. Quella che nella XIV legislatura da uno dei suoi componenti (l'onorevole Enzo Fragalà) fu definita “l'unica Commissione parlamentare della storia della Repubblica che svolge sul serio l'attività di inchiesta (le altre hanno sempre fatto salotto)”, nel suo regolamento interno, il 3 marzo 2005 introdusse un articolo 10-bis riguardante le deliberazioni incidenti sulle libertà costituzionalmente garantite. Ciò fu presentato dal Presidente, Taormina, come la risposta ad un quesito posto da tempo in importanti scritti di costituzionalisti: quello di assicurare che la ricerca di un'azione investigativa fosse condivisa da tutte le forze politiche. In realtà, la ricchissima disamina della materia dell'articolo 82 della Costituzione riscontra un'esigenza di utilizzazione dello strumento numerico essenzialmente ad altro fine (quello dei maggiori o minori quorum da raggiungere per istituire una Commissione di inchiesta). Poco o nulla si rinviene, invece, sulla questione delle deliberazioni della Commissione d'inchiesta, che in tempi di consensualismo antico decidevano all'unanimità le modalità di esercizio dei loro poteri istruttori.
Nella relazione conclusiva della Commissione di cui era presidente, Taormina sostenne che la norma regolamentare in questione opera “da un punto di vista dei rapporti con i terzi, il rafforzamento delle garanzie del cittadino attinto da un provvedimento, il quale sarà posto in essere solo in quanto risultato positivo al giudizio di legittimità, di merito nonché di opportunità politica effettuato da tutti i membri dell'organismo parlamentare presenti in seduta”. Ma l'unica, vera garanzia è l'esistenza di un organo terzo cui affidare il controllo, in ordine alla riconducibilità della fattispecie al parametro di riferimento offerto dalla Costituzione. Nella successiva legislatura una norma che seguiva la medesima struttura e finalità - anche se prevedeva non l'unanimità dei presenti ma la maggioranza dei due terzi dei componenti - fu proposta all'interno della legge istitutiva di una Commissione di inchiesta, quella antimafia. Infine, il presidente Taormina sosteneva che “la brutalità dei numeri è certamente qualcosa che cozza con l'esigenza dell'accertamento dei fatti”.
In data 11 febbraio 2008 la Corte costituzionale, adita in sede di conflitto di attribuzione, stabilì che:
Nel gennaio 2011 la Commissione parlamentare annuncia la riapertura delle indagini sul caso.

### I depistaggi
La Commissione parlamentare d'inchiesta affermò di avere ritrovato l'automobile sulla quale si trovavano i due giornalisti al momento dell'agguato, una Toyota, sulla quale erano presenti fori di proiettile e macchie di sangue. Ma quando venne esaminato il DNA del sangue, si scoprì che non apparteneva ai giornalisti.

### Le indagini sull'organizzazione Gladio
Le indagini sulla morte della giornalista hanno portato ad accertare i contatti che Ilaria Alpi ha avuto con l'organizzazione Gladio. Un membro di Gladio, Li Causi, morto qualche mese prima, era stato un suo informatore. Le indagini si sono rivolte inoltre alla morte di Mauro Rostagno e al centro Scorpione di Trapani (una sede di Gladio). Si è ipotizzato che il Centro Scorpione, dove operavano agenti dei servizi segreti di Gladio, ricevesse armi dalla società OTO Melara di Finmeccanica a la Spezia, e che queste armi siano state inviate in Africa, dove operava la stessa organizzazione Gladio, dall'aeroporto di San Vito Lo Capo con un aereo ultraleggero non visibile ai radar.

## Tributi e riconoscimenti

### Opera alla memoria
- Dal 1995 al 2014 si è assegnato ogni anno a Riccione il Premio Ilaria Alpi alle migliori inchieste televisive italiane dedicate ai temi della pace e della solidarietà.
- Nel 1997 i Gang le hanno dedicato la canzone Chi ha ucciso Ilaria Alpi? contenuta nell'album Fuori dal controllo, mentre nel 2010 i Pooh hanno scritto la canzone Reporter, struggente ballata contenuta nell'album Dove comincia il sole e dedicata a Ilaria.
- Il film del 2003 Ilaria Alpi - Il più crudele dei giorni di Ferdinando Vicentini Orgnani ripercorre questa tragica storia.
- Nel 2007 debutta al Premio Ilaria Alpi il monologo di teatro civile La Vacanza che ricostruisce il caso Alpi/Hrovatin. Scritto e recitato da Marina Senesi, attrice e voce di Radio 2 Caterpillar in collaborazione con Sabrina Giannini, autrice e giornalista di Report. Il testo è stato rappresentato ogni anno nel mese di marzo fino al raggiungimento del ventennale dell'uccisione di Ilaria e Miran (2014)
- Nel maggio 2009 Daniele Biacchessi scrive la storia di Ilaria Alpi nel suo libro Passione reporter.
- Nel 2011 Spartaco Gippoliti e Giovanni Amori, zoologi italiani, esperti di conservazione dei mammiferi, hanno dedicato il nome scientifico di una nuova specie di mammifero della famiglia Bathyergidae ad Ilaria Alpi: Fukomys ilariae.[34]
- Il 20 marzo 2014, esattamente venti anni dopo la scomparsa, Rai 3 ha ricordato le figure di Ilaria e Miran attraverso uno speciale in prima serata, condotto da Andrea Vianello, chiamato La strada della verità, in cui sono state raccontate, anche grazie alle testimonianze, le ricostruzioni e i racconti dei vari ospiti in studio, le ultime ore di vita dei due giornalisti inviati in Somalia.[35]
- Il 21 novembre 2014 Luciana Riccardi, madre di Ilaria, ha scritto una lettera ai vertici dell'associazione e del premio Ilaria Alpi in cui, dimettendosi da socio, chiede di chiudere il premio giornalistico perché non è stata fatta giustizia sulla morte della figlia "questo impegno con l'andare degli anni è divenuto particolarmente oneroso, anche per l'amarezza che provo nel constatare che, nonostante il nostro impegno, le indagini in sede giudiziaria non hanno portato alcun risultato".[36]
- Nel 2015 esce la docu-fiction Ilaria Alpi – L'ultimo viaggio, che ricostruisce — con spezzoni inediti — le inchieste della giornalista Rai.[37]
- Nell'album Sguardi, pubblicato nel 2016 dal cantautore Milo Brugnara, è presente il brano Ilaria, dedicato ad Ilaria Alpi.[38]
- Dal 2016 la compagnia Teatro Bresci porta in scena "Lo schifo. Omicidio non casuale di Ilaria Alpi nella nostra ventunesima regione" di Stefano Massini, con Anna Tringali e la regia di Giorgio Sangati
- 29 marzo 2017: esce il film d'animazione Somalia94 - Il caso Ilaria Alpi di Marco Giolo, che ripercorre le ultime settimane di vita della giornalista e del cameraman Miran Hrovatin.
- Una rosa è stata creata in onore di Ilaria Alpi da Davide dalla Libera, ibridatore; un esemplare di tale rosa si trova nell’Orto Botanico di Roma, uno presso la sede Rai di Roma e uno a Follonica.[39]

#### Strade, giardini ed edifici dedicati a Ilaria Alpi
- Il 3 febbraio 1998 il Comune di Udine ha denominato l'area verde in Via Melegnano "Parco Ilaria Alpi e Miran Hrovatin.[40]
- L'ONG Emergency le ha intitolato il centro chirurgico di Battambang, in Cambogia,[41] inaugurato nel 1998.
- Nel 2007 la Scuola Secondaria di primo grado di Trezzano Rosa, in provincia di Milano è intitolata a Ilaria Alpi.
- Il 2 febbraio 2009, il comune di Parma inaugura una biblioteca del circuito bibliotecario comunale a Ilaria Alpi,[42] il cui padre era originario di Compiano, piccolo borgo in provincia di Parma.
- Negli anni 2009-2010 le tre scuole milanesi di via Salerno (Scuola Salerno), Via Balsamo Crivelli (Scuola Tre Castelli) e Via San Colombano (Scuola San Colombano) creano un istituto comprensivo, che viene intitolato a Ilaria Alpi.
- Nel maggio del 2011 il Liceo Scientifico del comune di Rutigliano in provincia di Bari, in occasione dell'ottenimento dell'autonomia, è stato intitolato alla giornalista tragicamente scomparsa.[43]
- Il 26 aprile 2012 il comune di Velletri, in provincia di Roma, intitola ad Ilaria Alpi un grande viale cittadino alla presenza della madre e di altri familiari della giornalista scomparsa.[44]
- 2014, il Liceo Linguistico Statale di Cesena diventa "Liceo Linguistico Ilaria Alpi".
- il 12 marzo 2014, il comune di Follonica dedica il parco di Via Buonarroti a Ilaria Alpi.[45]
- Il 30 maggio 2015 la frazione di Signa (comune di Colli Alti), intitola la strada a Ilaria Alpi.[46]
- Il 23 febbraio 2016, una piazza viene intitolata a Ilaria Alpi e Miran Hrovatin nel quartiere delle Piagge a Firenze.[47]
- Il 13 giugno 2016 viene intitolato a suo nome l’istituto comprensivo statale di Montesarchio.[48]
- 2016, la scuola secondaria di primo grado dell'Istituto Comprensivo Chiavari 2 viene intitolata a Ilaria Alpi.
- 2017, la scuola secondaria di primo grado dell'Istituto Comprensivo di Calcinate viene intitolata a Ilaria Alpi.
- 29 aprile 2017, viene intitolato a Ilaria Alpi il parco di via Cattaneo di Desenzano del Garda,[49] un parco comunale di circa 5.000 metri quadrati (Parco Ilaria Alpi).
- il 27 maggio 2017 a Cavernago la scuola secondaria di I° grado è stata intitolata a Ilaria Alpi. La madre, Luciana Riccardi Alpi, ha incontrato gli studenti.[50]
- Nel novembre 2017 la scuola secondaria di I° grado dell'Istitituto Comprensivo Bolzano I di Bolzano viene intitolata ad Ilaria Alpi.[51]
- il 5 giugno 2018 l'Istituto Comprensivo di Botricello viene intitolato ad Ilaria Alpi.
- 9 ottobre 2018, viene inaugurata un’area verde che il Comune di Bologna ha dedicato Ilaria Alpi.[52][53]
- 13 luglio 2021, il giardino di via Mario Borsa à Milano è stato intitolato a Ilaria Alpi.[54]
- 5 agosto 2021, viene inaugurato a Monte San Giusto un nuovo parco urbano intitolato a Ilaria Alpi e Miran Hrovatin.[55]
- 14 marzo 2022 viene inaugurato, nel Comune di Settimo Torinese, un giardino a Ilaria Alpi, "esempio di donna e professionista che ha dedicato la propria vita alla ricerca di verità e giustizia".[56]
- 31 maggio 2022 a Ilaria Alpi viene intitolata la biblioteca nel comune di Castagneto Carducci.
- 16 settembre 2023 a Gualdo Tadino (PG) viene intitolata a Ilaria Alpi e Milan Hrovatin una panchina in piazza Soprammuro.
- A Torino è presente il Circolo Didattico "Ilaria Alpi" situato in Barriera di Milano e che ha al suo interno 4 plessi scolastici (1 Scuola Dell'Infanzia (Perempruner), 3 Scuole Primarie (Perotti, Deledda e D'Acquisto) e 1 Scuola Secondaria di Primo Grado (Croce-Morelli).
- A Vicopisano e Calci l'istituto comprensivo, con sede principale nel comune vicarese, è intitolato a Ilaria Alpi. L'istituto si compone di nove plessi (tre scuole dell'infanzia, tre scuole primarie e due scuole secondarie di primo grado).
- A Castel Maggiore (Bo) è stata intitolata una strada a Ilaria Alpi.
- A Ladispoli (RM) le è stato intitolato un istituto comprensivo.
- Nel Liceo Tito Lucrezio Caro di Roma l'Aula Magna è stata dedicata a Ilaria Alpi con un murale appositamente disegnato.[57][58]
- il 22 marzo 2025 le è stata intitolata la scuola primaria di Quarto dell’istituto comprensivo di Rivergaro e Gossolengo (PC).

### Targhe e premi
- 1994 – Targa, Comunità Aperta, Riccione.
- 1994 – Targa, Premio Nazionale alla Professionalità, Serrone, Fiuggi.
- 1995 – Targa, Ordine dei Giornalisti, Torino.
- 1994 – Premio, Penne Pulite, Sarteano, Siena.
- 2005 – Premio, Antonio Russo, Francavilla al mare, Chieti.
- 2003 – Premio, Mario de Murtas, Alghero.
- 1995 – Premio, Il libro, fiera internazionale, Messina.
- Targa, Circoscrizione VIII, Roma.
- 1994 – Premio, Nazionale Chia per la cronaca fotografica e televisiva, Chia, Cagliari.
- 1994 – Premio, Prof. G.Moscati, Casanova, Caserta.
- 1995 – Premio, Professionale Reporter: l'immagine del giornalismo nel cinema.
- 1995 – Premio giornalistico Roberto Ghinetti, San Miniato, Pisa.
- 1994 – Targa, Ricordo Serming.
- 1994 – Premio giornalistico, Rotary Club - Carlo Casalegno, Roma.
- 2003 – Premio giornalistico, Andrea Barbato, Mantova.
- 2003/04/05 – Premio giornalistico, Camera dei deputati.
- Concorso giornalistico, Roma per Roma, Campidoglio.
- 1995 – Premio, Antonino Buttitta, Messina.
- Cittadinanza onoraria e Medaglia d'oro, Sesto San Giovanni, Milano.